# 20426 Fridlund
20426 Fridlund è un asteroide della fascia principale. Scoperto nel 1998, presenta un'orbita caratterizzata da un semiasse maggiore pari a 3,1427438 UA e da un'eccentricità di 0,1215577, inclinata di 19,22284° rispetto all'eclittica.